# Campeonato Mundial de Fórmula 1 de 1981
A Temporada de Fórmula 1 de 1981 foi a 32ª realizada pela FIA. Decorreu entre 15 de março à 18 de outubro de 1981, com quinze corridas.
Teve como campeão o brasileiro Nelson Piquet da equipe Brabham, e o vice-campeão o argentino Carlos Reutemann da Williams.

## Pilotos e Construtores[1]
| Campeão               | Vice-campeão           | 3º Lugar               |
|                       |                        |                        |
| Nelson Piquet         | Carlos Reutemann       | Alan Jones             |
| Brabham-Ford Cosworth | Williams-Ford Cosworth | Williams-Ford Cosworth |

| Equipe                         | Construtor | Chassis | Motor                            | Pneus | No | Piloto                | Rodadas       |
| ------------------------------ | ---------- | ------- | -------------------------------- | ----- | -- | --------------------- | ------------- |
| Albilad Williams Racing Team   | Williams   | FW07C   | Ford Cosworth DFV 3.0 V8         | M     | 1  | Alan Jones            | 1-6           |
| Albilad Williams Racing Team   | Williams   | FW07C   | Ford Cosworth DFV 3.0 V8         | M     | 2  | Carlos Reutemann      | 1-6           |
| TAG Williams Racing Team       | Williams   | FW07C   | Ford Cosworth DFV 3.0 V8         | M     | 1  | Alan Jones            | 7             |
| TAG Williams Racing Team       | Williams   | FW07C   | Ford Cosworth DFV 3.0 V8         | M     | 2  | Carlos Reutemann      | 7             |
| TAG Williams Racing Team       | Williams   | FW07C   | Ford Cosworth DFV 3.0 V8         | G     | 1  | Alan Jones            | 8-15          |
| TAG Williams Racing Team       | Williams   | FW07C   | Ford Cosworth DFV 3.0 V8         | G     | 2  | Carlos Reutemann      | 8-15          |
| Tyrrell Racing Team            | Tyrrell    | 010     | Ford Cosworth DFV 3.0 V8         | M     | 3  | Eddie Cheever         | 1-9           |
| Tyrrell Racing Team            | Tyrrell    | 010     | Ford Cosworth DFV 3.0 V8         | M     | 4  | Kevin Cogan           | 1             |
| Tyrrell Racing Team            | Tyrrell    | 010     | Ford Cosworth DFV 3.0 V8         | M     | 4  | Ricardo Zunino        | 2-3           |
| Tyrrell Racing Team            | Tyrrell    | 010     | Ford Cosworth DFV 3.0 V8         | M     | 4  | Michele Alboreto      | 4-9           |
| Tyrrell Racing Team            | Tyrrell    | 010     | Ford Cosworth DFV 3.0 V8         | A     | 4  | Michele Alboreto      | 10-11         |
| Tyrrell Racing Team            | Tyrrell    | 011     | Ford Cosworth DFV 3.0 V8         | A     | 3  | Eddie Cheever         | 10            |
| Tyrrell Racing Team            | Tyrrell    | 011     | Ford Cosworth DFV 3.0 V8         | G     | 3  | Eddie Cheever         | 11-15         |
| Tyrrell Racing Team            | Tyrrell    | 011     | Ford Cosworth DFV 3.0 V8         | A     | 4  | Michele Alboreto      | 12-15         |
| Parmalat Racing Team           | Brabham    | BT49C   | Ford Cosworth DFV 3.0 V8         | M     | 5  | Nelson Piquet         | 1-7           |
| Parmalat Racing Team           | Brabham    | BT49C   | Ford Cosworth DFV 3.0 V8         | M     | 6  | Hector Rebaque        | 1-7           |
| Parmalat Racing Team           | Brabham    | BT49C   | Ford Cosworth DFV 3.0 V8         | G     | 5  | Nelson Piquet         | 8-15          |
| Parmalat Racing Team           | Brabham    | BT49C   | Ford Cosworth DFV 3.0 V8         | G     | 6  | Hector Rebaque        | 8-15          |
| Marlboro McLaren International | McLaren    | M29C    | Ford Cosworth DFV 3.0 V8         | M     | 7  | John Watson           | 1-2           |
| Marlboro McLaren International | McLaren    | M29C    | Ford Cosworth DFV 3.0 V8         | M     | 8  | Andrea de Cesaris     | 4-5           |
| Marlboro McLaren International | McLaren    | M29F    | Ford Cosworth DFV 3.0 V8         | M     | 8  | Andrea de Cesaris     | 1-3           |
| Marlboro McLaren International | McLaren    | MP4/1   | Ford Cosworth DFV 3.0 V8         | M     | 7  | John Watson           | 3-15          |
| Marlboro McLaren International | McLaren    | MP4/1   | Ford Cosworth DFV 3.0 V8         | M     | 8  | Andrea de Cesaris     | 6-15          |
| Team ATS                       | ATS        | D4      | Ford Cosworth DFV 3.0 V8         | M     | 9  | Jan Lammers           | 1-4           |
| Team ATS                       | ATS        | D4      | Ford Cosworth DFV 3.0 V8         | M     | 10 | Slim Borgudd          | 4             |
| Team ATS                       | ATS        | D5      | Ford Cosworth DFV 3.0 V8         | M     | 9  | Slim Borgudd          | 5-8           |
| Team ATS                       | ATS        | D5      | Ford Cosworth DFV 3.0 V8         | A     | 9  | Slim Borgudd          | 9-15          |
| Team Essex Lotus               | Lotus      | 81B     | Ford Cosworth DFV 3.0 V8         | M     | 11 | Elio de Angelis       | 1-3, 5        |
| Team Essex Lotus               | Lotus      | 81B     | Ford Cosworth DFV 3.0 V8         | M     | 12 | Nigel Mansell         | 1-3, 5        |
| Team Essex Lotus               | Lotus      | 881     | Ford Cosworth DFV 3.0 V8         | M     | 11 | Elio de Angelis       | 4             |
| Team Essex Lotus               | Lotus      | 881     | Ford Cosworth DFV 3.0 V8         | M     | 12 | Nigel Mansell         | 4             |
| Team Essex Lotus               | Lotus      | 87      | Ford Cosworth DFV 3.0 V8         | M     | 11 | Elio de Angelis       | 6             |
| Team Essex Lotus               | Lotus      | 87      | Ford Cosworth DFV 3.0 V8         | M     | 12 | Nigel Mansell         | 6             |
| John Player Team Lotus         | Lotus      | 87      | Ford Cosworth DFV 3.0 V8         | M     | 11 | Elio de Angelis       | 7-8           |
| John Player Team Lotus         | Lotus      | 87      | Ford Cosworth DFV 3.0 V8         | M     | 12 | Nigel Mansell         | 7-8           |
| John Player Team Lotus         | Lotus      | 87      | Ford Cosworth DFV 3.0 V8         | G     | 11 | Elio de Angelis       | 7-15          |
| John Player Team Lotus         | Lotus      | 87      | Ford Cosworth DFV 3.0 V8         | G     | 12 | Nigel Mansell         | 7-15          |
| Ensign Racing                  | Ensign     | N180B   | Ford Cosworth DFV 3.0 V8         | M     | 14 | Marc Surer            | 1-6           |
| Ensign Racing                  | Ensign     | N180B   | Ford Cosworth DFV 3.0 V8         | M     | 14 | Eliseo Salazar        | 7-8           |
| Ensign Racing                  | Ensign     | N180B   | Ford Cosworth DFV 3.0 V8         | A     | 14 | Eliseo Salazar        | 9-15          |
| Equipe Renault Elf             | Renault    | RE20B   | Renault-Gordini EF1 1.5 V6 turbo | M     | 15 | Alain Prost           | 1-5           |
| Equipe Renault Elf             | Renault    | RE20B   | Renault-Gordini EF1 1.5 V6 turbo | M     | 16 | René Arnoux           | 1-4, 6        |
| Equipe Renault Elf             | Renault    | RE30    | Renault-Gordini EF1 1.5 V6 turbo | M     | 16 | René Arnoux           | 5, 7-15       |
| Equipe Renault Elf             | Renault    | RE30    | Renault-Gordini EF1 1.5 V6 turbo | M     | 15 | Alain Prost           | 6-15          |
| March Grand Prix Team          | March      | 811     | Ford Cosworth DFV 3.0 V8         | M     | 17 | Derek Daly            | 1-3, 7        |
| March Grand Prix Team          | March      | 811     | Ford Cosworth DFV 3.0 V8         | M     | 17 | Eliseo Salazar        | 4-6           |
| March Grand Prix Team          | March      | 811     | Ford Cosworth DFV 3.0 V8         | M     | 18 | Eliseo Salazar        | 1-3           |
| March Grand Prix Team          | March      | 811     | Ford Cosworth DFV 3.0 V8         | M     | 18 | Derek Daly            | 4-6           |
| March Grand Prix Team          | March      | 811     | Ford Cosworth DFV 3.0 V8         | A     | 17 | Derek Daly            | 8-15          |
| Fittipaldi Automotive          | Fittipaldi | F8C     | Ford Cosworth DFV 3.0 V8         | M     | 20 | Keke Rosberg          | 1-3, 7-11     |
| Fittipaldi Automotive          | Fittipaldi | F8C     | Ford Cosworth DFV 3.0 V8         | M     | 21 | Chico Serra           | 1-3, 7-11     |
| Fittipaldi Automotive          | Fittipaldi | F8C     | Ford Cosworth DFV 3.0 V8         | A     | 20 | Keke Rosberg          | 4-6           |
| Fittipaldi Automotive          | Fittipaldi | F8C     | Ford Cosworth DFV 3.0 V8         | A     | 21 | Chico Serra           | 4-6           |
| Fittipaldi Automotive          | Fittipaldi | F8C     | Ford Cosworth DFV 3.0 V8         | P     | 20 | Keke Rosberg          | 12-15         |
| Fittipaldi Automotive          | Fittipaldi | F8C     | Ford Cosworth DFV 3.0 V8         | P     | 21 | Chico Serra           | 12-15         |
| Marlboro Team Alfa Romeo       | Alfa Romeo | 179C    | Alfa Romeo 1260 3.0 V12          | M     | 22 | Mario Andretti        | 1-9           |
| Marlboro Team Alfa Romeo       | Alfa Romeo | 179C    | Alfa Romeo 1260 3.0 V12          | M     | 23 | Bruno Giacomelli      | 1-9, 12-15    |
| Marlboro Team Alfa Romeo       | Alfa Romeo | 179D    | Alfa Romeo 1260 3.0 V12          | M     | 22 | Mario Andretti        | 10-15         |
| Marlboro Team Alfa Romeo       | Alfa Romeo | 179D    | Alfa Romeo 1260 3.0 V12          | M     | 23 | Bruno Giacomelli      | 10-11         |
| Equipe Talbot Gitanes          | Ligier     | JS17    | Matra MS81 3.0 V12               | M     | 25 | Jean-Pierre Jarier    | 1-2           |
| Equipe Talbot Gitanes          | Ligier     | JS17    | Matra MS81 3.0 V12               | M     | 25 | Jean-Pierre Jabouille | 2-7           |
| Equipe Talbot Gitanes          | Ligier     | JS17    | Matra MS81 3.0 V12               | M     | 25 | Patrick Tambay        | 8-15          |
| Equipe Talbot Gitanes          | Ligier     | JS17    | Matra MS81 3.0 V12               | M     | 26 | Jacques Laffite       | Todas         |
| Scuderia Ferrari SpA SEFAC     | Ferrari    | 126CK   | Ferrari 021 1.5 V6 turbo         | M     | 27 | Gilles Villeneuve     | Todas         |
| Scuderia Ferrari SpA SEFAC     | Ferrari    | 126CK   | Ferrari 021 1.5 V6 turbo         | M     | 28 | Didier Pironi         | Todas         |
| Ragno Arrows Beta Racing Team  | Arrows     | A3      | Ford Cosworth DFV 3.0 V8         | M     | 29 | Riccardo Patrese      | 1-8           |
| Ragno Arrows Beta Racing Team  | Arrows     | A3      | Ford Cosworth DFV 3.0 V8         | M     | 30 | Siegfried Stohr       | 1-8           |
| Ragno Arrows Beta Racing Team  | Arrows     | A3      | Ford Cosworth DFV 3.0 V8         | P     | 29 | Riccardo Patrese      | 9-15          |
| Ragno Arrows Beta Racing Team  | Arrows     | A3      | Ford Cosworth DFV 3.0 V8         | P     | 30 | Siegfried Stohr       | 9-13          |
| Ragno Arrows Beta Racing Team  | Arrows     | A3      | Ford Cosworth DFV 3.0 V8         | P     | 30 | Jacques Villeneuve    | 14-15         |
| Osella Squadra Corse           | Osella     | FA1B    | Ford Cosworth DFV 3.0 V8         | M     | 31 | Miguel Angel Guerra   | 1-4           |
| Osella Squadra Corse           | Osella     | FA1B    | Ford Cosworth DFV 3.0 V8         | M     | 31 | Piercarlo Ghinzani    | 5             |
| Osella Squadra Corse           | Osella     | FA1B    | Ford Cosworth DFV 3.0 V8         | M     | 31 | Beppe Gabbiani        | 6-15          |
| Osella Squadra Corse           | Osella     | FA1B    | Ford Cosworth DFV 3.0 V8         | M     | 32 | Beppe Gabbiani        | 1-5           |
| Osella Squadra Corse           | Osella     | FA1B    | Ford Cosworth DFV 3.0 V8         | M     | 32 | Piercarlo Ghinzani    | 6             |
| Osella Squadra Corse           | Osella     | FA1B    | Ford Cosworth DFV 3.0 V8         | M     | 32 | Giorgio Francia       | 7             |
| Osella Squadra Corse           | Osella     | FA1B    | Ford Cosworth DFV 3.0 V8         | M     | 32 | Miguel Angel Guerra   | 8 (machucado) |
| Osella Squadra Corse           | Osella     | FA1B    | Ford Cosworth DFV 3.0 V8         | M     | 32 | Jean-Pierre Jarier    | 9-12          |
| Osella Squadra Corse           | Osella     | FA1C    | Ford Cosworth DFV 3.0 V8         | M     | 32 | Jean-Pierre Jarier    | 13-15         |
| Theodore Racing Team           | Theodore   | TY01    | Ford Cosworth DFV 3.0 V8         | M     | 33 | Patrick Tambay        | 1-7           |
| Theodore Racing Team           | Theodore   | TY01    | Ford Cosworth DFV 3.0 V8         | A     | 33 | Marc Surer            | 8-15          |
| Candy Toleman Motorsport       | Toleman    | TG181   | Hart 415T 1.5 L4 Turbo           | P     | 35 | Brian Henton          | 4-15          |
| Candy Toleman Motorsport       | Toleman    | TG181   | Hart 415T 1.5 L4 Turbo           | P     | 36 | Derek Warwick         | 4-15          |
| Equipo Banco Occidental2       | Williams   | FW07    | Ford Cosworth DFV 3.0 V8         | M     | 37 | Emilio de Villota     | 7             |

↑1  A equipe Lotus foi proibida de utilizar o Lotus 88 no Campeonato, pois possuía chassi duplo e o carro violava o regulamento técnico da entidade.
↑2  Registro negado

## Calendário
| Prova | Grande Prêmio       | Data           | Local          |
| ----- | ------------------- | -------------- | -------------- |
| 1     | GP do Oeste dos EUA | 15 de Março    | Long Beach     |
| 2     | GP do Brasil        | 29 de Março    | Jacarepaguá    |
| 3     | GP da Argentina     | 12 de Abril    | Buenos Aires   |
| 4     | GP de San Marino    | 3 de Maio      | Ímola          |
| 5     | GP da Bélgica       | 17 de Maio     | Zolder         |
| 6     | GP de Mônaco        | 31 de Maio     | Monte Carlo    |
| 7     | GP da Espanha       | 21 de Junho    | Jarama         |
| 8     | GP da França        | 5 de Julho     | Dijon-Prenois  |
| 9     | GP da Inglaterra    | 19 de Julho    | Silverstone    |
| 10    | GP da Alemanha      | 2 de Agosto    | Hockenheim     |
| 11    | GP da Áustria       | 16 de Agosto   | Österreichring |
| 12    | GP da Holanda       | 30 de Agosto   | Zandvoort      |
| 13    | GP da Itália        | 13 de Setembro | Monza          |
| 14    | GP do Canadá        | 27 de Setembro | Montreal       |
| 15    | GP de Las Vegas     | 18 de Outubro  | Las Vegas      |

## Resultados

### Grandes Prêmios
| GP | Grande Prêmio        | Pole Position     | Volta mais rápida | Vencedor          | Equipe        | Descrição |
| -- | -------------------- | ----------------- | ----------------- | ----------------- | ------------- | --------- |
| 1  | GP dos EUA (Oeste)   | Riccardo Patrese  | Alan Jones        | Alan Jones        | Williams-Ford | Detalhes  |
| 2  | GP do Brasil         | Nelson Piquet     | Marc Surer        | Carlos Reutemann  | Williams-Ford | Detalhes  |
| 3  | GP da Argentina      | Nelson Piquet     | Nelson Piquet     | Nelson Piquet     | Brabham-Ford  | Detalhes  |
| 4  | GP de San Marino     | Gilles Villeneuve | Gilles Villeneuve | Nelson Piquet     | Brabham-Ford  | Detalhes  |
| 5  | GP da Bélgica        | Carlos Reutemann  | Carlos Reutemann  | Carlos Reutemann  | Williams-Ford | Detalhes  |
| 6  | GP de Mônaco         | Nelson Piquet     | Alan Jones        | Gilles Villeneuve | Ferrari       | Detalhes  |
| 7  | GP da Espanha        | Jacques Laffite   | Alan Jones        | Gilles Villeneuve | Ferrari       | Detalhes  |
| 8  | GP da França         | René Arnoux       | Alain Prost       | Alain Prost       | Renault       | Detalhes  |
| 9  | GP da Grã-Bretanha   | René Arnoux       | René Arnoux       | John Watson       | McLaren-Ford  | Detalhes  |
| 10 | GP da Alemanha       | Alain Prost       | Alan Jones        | Nelson Piquet     | Brabham-Ford  | Detalhes  |
| 11 | GP da Áustria        | René Arnoux       | Jacques Laffite   | Jacques Laffite   | Ligier-Matra  | Detalhes  |
| 12 | GP dos Países Baixos | Alain Prost       | Alan Jones        | Alain Prost       | Renault       | Detalhes  |
| 13 | GP da Itália         | René Arnoux       | Carlos Reutemann  | Alain Prost       | Renault       | Detalhes  |
| 14 | GP do Canadá         | Nelson Piquet     | John Watson       | Jacques Laffite   | Ligier-Matra  | Detalhes  |
| 15 | GP de Caesars Palace | Carlos Reutemann  | Didier Pironi     | Alan Jones        | Williams-Ford | Detalhes  |

### Pilotos
| Pos | Piloto                | USW | BRA | ARG | SMR | BEL | MON | ESP | FRA | GBR | GER | AUT | NED | ITA | CAN | LVS | Pontos |
| --- | --------------------- | --- | --- | --- | --- | --- | --- | --- | --- | --- | --- | --- | --- | --- | --- | --- | ------ |
| 1   | Nelson Piquet         | 3   | 12  | 1   | 1   | Ret | Ret | Ret | 3   | Ret | 1   | 3   | 2   | 6   | 5   | 5   | 50     |
| 2   | Carlos Reutemann      | 2   | 1   | 2   | 3   | 1   | Ret | 4   | 10  | 2   | Ret | 5   | Ret | 3   | 10  | 8   | 49     |
| 3   | Alan Jones            | 1   | 2   | 4   | 12  | Ret | 2   | 7   | 17  | Ret | 11  | 4   | 3   | 2   | Ret | 1   | 46     |
| 4   | Jacques Laffite       | Ret | 6   | Ret | Ret | 2   | 3   | 2   | Ret | 3   | 3   | 1   | Ret | Ret | 1   | 6   | 44     |
| 5   | Alain Prost           | Ret | Ret | 3   | Ret | Ret | Ret | Ret | 1   | Ret | 2   | Ret | 1   | 1   | Ret | 2   | 43     |
| 6   | John Watson           | Ret | 8   | Ret | 10  | 7   | Ret | 3   | 2   | 1   | 6   | 6   | Ret | Ret | 2   | 7   | 27     |
| 7   | Gilles Villeneuve     | Ret | Ret | Ret | 7   | 4   | 1   | 1   | Ret | Ret | 10  | Ret | Ret | Ret | 3   | DSQ | 25     |
| 8   | Elio de Angelis       | Ret | 5   | 6   | WD  | 5   | Ret | 5   | 6   | DSQ | 7   | 7   | 5   | 4   | 6   | Ret | 14     |
| 9   | René Arnoux           | 8   | Ret | 5   | 8   | NQ  | Ret | 9   | 4   | 9   | 13  | 2   | Ret | Ret | Ret | Ret | 11     |
| 10  | Hector Rebaque        | Ret | Ret | Ret | 4   | Ret | NQ  | Ret | 9   | 5   | 4   | Ret | 4   | Ret | Ret | Ret | 11     |
| 11  | Riccardo Patrese      | Ret | 3   | 7   | 2   | Ret | Ret | Ret | 14  | 10  | Ret | Ret | Ret | Ret | Ret | 11  | 10     |
| 12  | Eddie Cheever         | 5   | NC  | Ret | Ret | 6   | 5   | NC  | 13  | 4   | 5   | NQ  | Ret | Ret | 12  | Ret | 10     |
| 13  | Didier Pironi         | Ret | Ret | Ret | 5   | 8   | 4   | 15  | 5   | Ret | Ret | 9   | Ret | 5   | Ret | 9   | 9      |
| 14  | Nigel Mansell         | Ret | 11  | Ret | WD  | 3   | Ret | 6   | 7   | NQ  | Ret | Ret | Ret | Ret | Ret | 4   | 8      |
| 15  | Bruno Giacomelli      | Ret | NC  | 10  | Ret | 9   | Ret | 10  | 15  | Ret | 15  | Ret | Ret | 8   | 4   | 3   | 7      |
| 16  | Marc Surer            | Ret | 4   | Ret | 9   | 11  | 6   |     | 12  | 11  | 14  | Ret | 8   | NQ  | 9   | Ret | 4      |
| 17  | Mario Andretti        | 4   | Ret | 8   | Ret | 10  | Ret | 8   | 8   | Ret | 9   | Ret | Ret | Ret | 7   | Ret | 3      |
| 18  | Andrea de Cesaris     | Ret | Ret | 11  | 6   | Ret | Ret | Ret | 11  | Ret | Ret | 8   | DNS | 7   | Ret | 12  | 1      |
| 19  | Patrick Tambay        | 6   | 10  | Ret | 11  | NQ  | 7   | 13  | Ret | Ret | Ret | Ret | Ret | Ret | Ret | Ret | 1      |
| 20  | Slim Borgudd          |     |     |     | 13  | NQ  | NPQ | NQ  | NQ  | 6   | Ret | Ret | 10  | Ret | Ret | NQ  | 1      |
| 21  | Eliseo Salazar        | NQ  | NQ  | NQ  | Ret | NQ  | NPQ | 14  | Ret | NQ  | NC  | Ret | 6   | Ret | Ret | NC  | 1      |
| 22  | Jean-Pierre Jarier    | Ret | 7   |     |     |     |     |     |     | 8   | 8   | 10  | Ret | 9   | Ret | Ret | 0      |
| 23  | Derek Daly            | NQ  | NQ  | NQ  | NQ  | NQ  | NPQ | 16  | Ret | 7   | Ret | 11  | Ret | Ret | 8   | NQ  | 0      |
| 24  | Siegfried Stohr       | NQ  | Ret | 9   | NQ  | Ret | Ret | Ret | NQ  | Ret | 12  | Ret | 7   | NQ  |     |     | 0      |
| 25  | Chico Serra           | 7   | Ret | Ret | NQ  | Ret | NQ  | 11  | DNS | NQ  | NQ  |     | NQ  | NQ  | NQ  | NQ  | 0      |
| 26  | Keke Rosberg          | Ret | 9   | Ret | Ret | Ret | NQ  | 12  | Ret | Ret | NQ  |     | NQ  | NQ  | NQ  | 10  | 0      |
| 27  | Michele Alboreto      |     |     |     | Ret | 12  | Ret | NQ  | 16  | Ret | NQ  | Ret | 9   | Ret | 11  | 13  | 0      |
| 28  | Brian Henton          |     |     |     | NQ  | NQ  | NPQ | NQ  | NQ  | NQ  | NQ  | NQ  | NQ  | 10  | NQ  | NQ  | 0      |
| 29  | Jan Lammers           | Ret | NQ  | 12  | Ret |     |     |     |     |     |     |     |     |     |     |     | 0      |
| 30  | Ricardo Zunino        |     | 13  | 13  |     |     |     |     |     |     |     |     |     |     |     |     | 0      |
| 31  | Piercarlo Ghinzani    |     |     |     |     | 13  | NQ  |     |     |     |     |     |     |     |     |     | 0      |
| 32  | Jean-Pierre Jabouille |     |     | NQ  | NC  | Ret | NQ  | Ret |     |     |     |     |     |     |     |     | 0      |
| 33  | Beppe Gabbiani        | Ret | NQ  | NQ  | Ret | Ret | NQ  | NQ  | NQ  | NQ  | NQ  | NQ  | NQ  | NQ  | NQ  | NQ  | 0      |
| 34  | Derek Warwick         |     |     |     | NQ  | NQ  | NPQ | NQ  | NQ  | NQ  | NQ  | NQ  | NQ  | NQ  | NQ  | Ret | 0      |
| 35  | Miguel Angel Guerra   | NQ  | NQ  | NQ  | Ret |     |     |     |     |     |     |     |     |     |     |     | -      |
| -   | Jacques Villeneuve    |     |     |     |     |     |     |     |     |     |     |     |     |     | NQ  | NQ  | -      |
| -   | Kevin Cogan           | NQ  |     |     |     |     |     |     |     |     |     |     |     |     |     |     | -      |
| -   | Giorgio Francia       |     |     |     |     |     |     | NQ  |     |     |     |     |     |     |     |     | -      |
| -   | Ricardo Londono       |     | EX  |     |     |     |     |     |     |     |     |     |     |     |     |     | -      |
| Pos | Piloto                | USW | BRA | ARG | SMR | BEL | MON | ESP | FRA | GBR | GER | AUT | NED | ITA | CAN | LVS | Pontos |

| Cor        | Resultado             |
| ---------- | --------------------- |
| Ouro       | Vencedor              |
| Prata      | 2.º lugar             |
| Bronze     | 3.º lugar             |
| Verde      | Terminou, nos pontos  |
| Azul       | Terminou, sem pontos  |
| Púrpura    | Ret – Retirou-se      |
| Vermelho   | NQ – Não qualificado  |
| Preto      | DSQ – Desqualificado  |
| Branco     | NL – Não largou       |
| Branco     | C – Corrida cancelada |
| Azul claro | AT – Apenas Treino    |
| Sem cor    | NP – Não participou   |
| Sem cor    | Les – Lesionado       |
| Sem cor    | EX – Excluído         |

### Construtores
| Pos | Construtor | Chassis         | Motor                        | Pneu  | Pontos | Vitórias | Pódiums | Poles |
| --- | ---------- | --------------- | ---------------------------- | ----- | ------ | -------- | ------- | ----- |
| 1   | Williams   | FW07C           | Ford Cosworth DFV V8         | M G   | 95     | 4        | 13      | 2     |
| 2   | Brabham    | BT49C           | Ford Cosworth DFV V8         | M G   | 61     | 3        | 7       | 4     |
| 3   | Renault    | RE20B RE30      | Renault-Gordini EF1 V6 turbo | M     | 54     | 3        | 7       | 6     |
| 4   | Ligier     | JS17            | Matra MS81 V12               | M     | 44     | 2        | 7       | 1     |
| 5   | Ferrari    | 126CK           | Ferrari 021 V6 turbo         | M     | 34     | 2        | 3       | 1     |
| 6   | McLaren    | M29C M29F MP4/1 | Ford Cosworth DFV V8         | M     | 28     | 1        | 4       |       |
| 7   | Lotus      | 81 87           | Ford Cosworth DFV V8         | M G   | 22     |          | 1       |       |
| 8   | Arrows     | A3              | Ford Cosworth DFV V8         | M P   | 10     |          | 2       | 1     |
| 9   | Alfa Romeo | 179C 179D       | Alfa Romeo 1260 V12          | M     | 10     |          | 1       |       |
| 10  | Tyrrell    | 010 011         | Ford Cosworth DFV V8         | M A   | 10     |          |         |       |
| 11  | Ensign     | N180B           | Ford Cosworth DFV V8         | M A   | 5      |          |         |       |
| 12  | Theodore   | TY01            | Ford Cosworth DFV V8         | M A   | 1      |          |         |       |
| 13  | ATS        | D4 D5           | Ford Cosworth DFV V8         | M A   | 1      |          |         |       |
| 14  | March      | 811             | Ford Cosworth DFV V8         | M A   | 0      |          |         |       |
| 15  | Fittipaldi | F8C             | Ford Cosworth DFV V8         | M A P | 0      |          |         |       |
| 16  | Osella     | FA1B FA1C       | Ford Cosworth DFV V8         | M     | 0      |          |         |       |
| 17  | Toleman    | TG181           | Hart 415T L4 Turbo           | P     | 0      |          |         |       |

### Evolução dos 5 melhores pilotos
|  | Nelson Piquet |  | Carlos Reutemann |  | Alan Jones |  | Jacques Laffite |  | Alain Prost |